# Pâhna, Vaslui
Pâhna este un sat în comuna Oltenești din județul Vaslui, Moldova, România.
Satul PAHNA este un sat de răzeși,care din spusele bătrânilor și celor mai învățați,că ar fi de prin anul 1451 ,cînd în codrii Crasnei a avut loc o bătălie condusă domnitorul Moldovei Bogdan Vodă împotriva unei armii poloneze.Atunci sa evidențiat un voinic Mihail Pudna sau PAHNA care i sa dăruit dvoristea aceasta sa construiască sat.Nu este de mirare căci și biserica are hramul Mihail și Gavriil.In sat a existat o biserică de lemn pe locul actualei biserici care a ars prin anul 1908. Clopotul bisericii datează din anul 1830 pe care se afla o inscripție ( acest clopot a fost turnat pentru SFINTA biserica Mihail și Gavriil din satul PAHNA in vreme de răstriște).in acea perioada Moldova era în plin război ruso_turc.
 Acest articol despre o localitate din județul Vaslui este deocamdată un ciot. Puteți ajuta Wikipedia prin completarea lui.